# Park Piastowski (Zielona Góra)

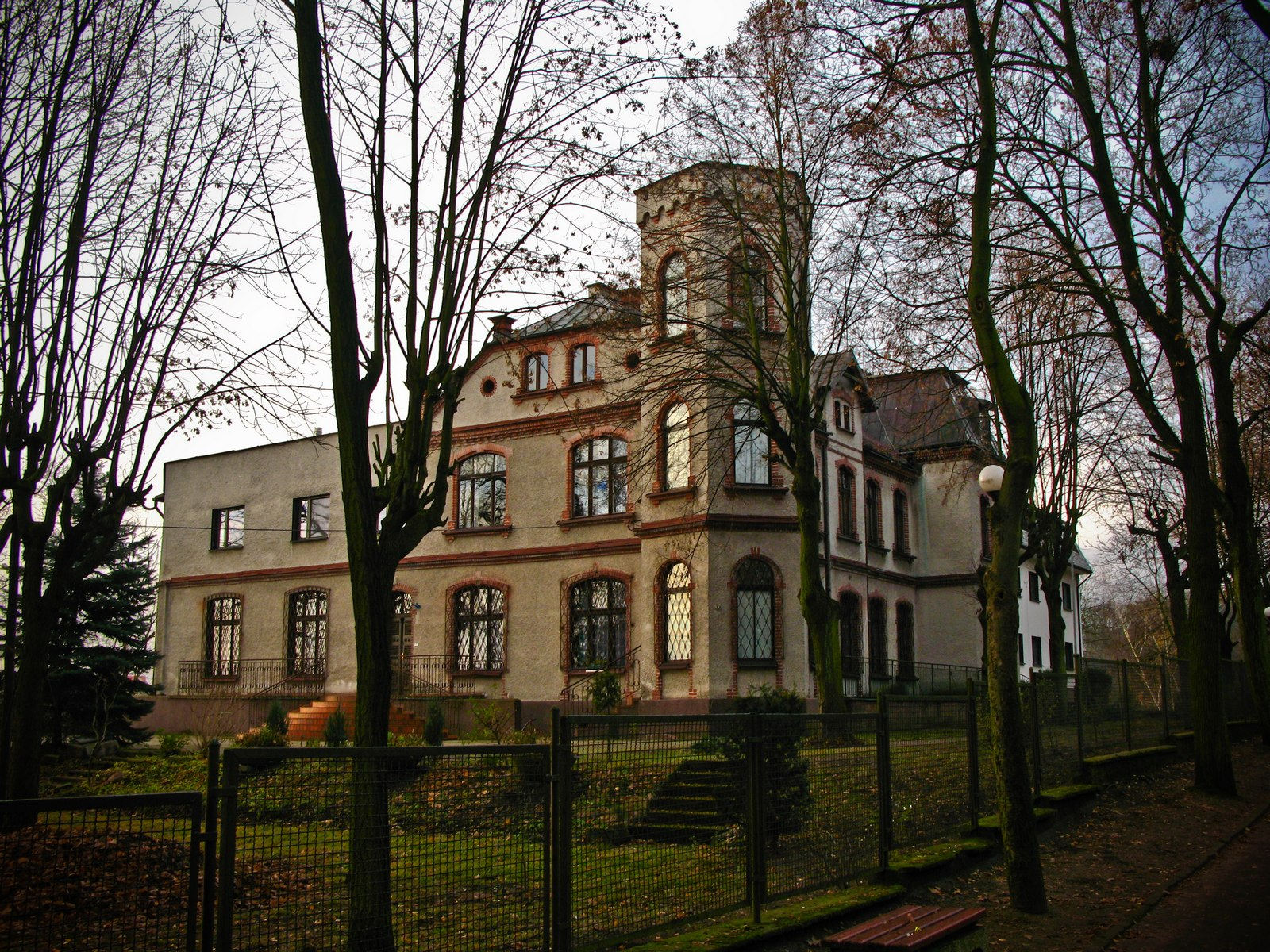
Dom biskupi

Park Piastowski – znajduje się na terenie Zielonej Góry, powstał w latach 1902–1904 na Wzgórzach Piastowskich.
Na jego terenie rośnie ok. 100 gatunków drzew oraz pomniki przyrody.
Niektóre z gatunków drzew i krzewów:
- Klon pospolity
- Modrzew japoński
- Topola czarna
- Lipa drobnolistna
- Lipa szerokolistna
- Świerk kłujący
- Żywotnik olbrzymi (skupisko 3 sztuk)
- Grab zwyczajny
- Daglezja zielona
- Buk pospolity
- Lipa długoogonkowa
- Jarząb pospolity
- Cis pospolity
- Sosna zwyczajna

Pomniki przyrody:
- Buk pospolity, odmiana purpurowa, obwód 377 cm.
- Buk pospolity, odmiana zwisająca, obwód 370 cm.
- Lipa długoogonkowa zrośnięta z czterech pni.